# Trilogia Danzigului
Trilogia Danzigului (în germană Danziger Trilogie) este o serie de trei romane ale scriitorului german Günter Grass. Acțiunea trilogiei se petrece în perioada interbelică și în timpul celui de-Al Doilea Război Mondial în Orașul Liber Danzig (în prezent Gdańsk, Polonia).
Cele trei cărți ale trilogiei sunt:
- Toba de tinichea (Die Blechtrommel), publicată în 1959
- Pisica și șoarecele (Katz und Maus), publicată în 1961
- Ani de câine (Hundejahre), publicată în 1963